# テキサス時間

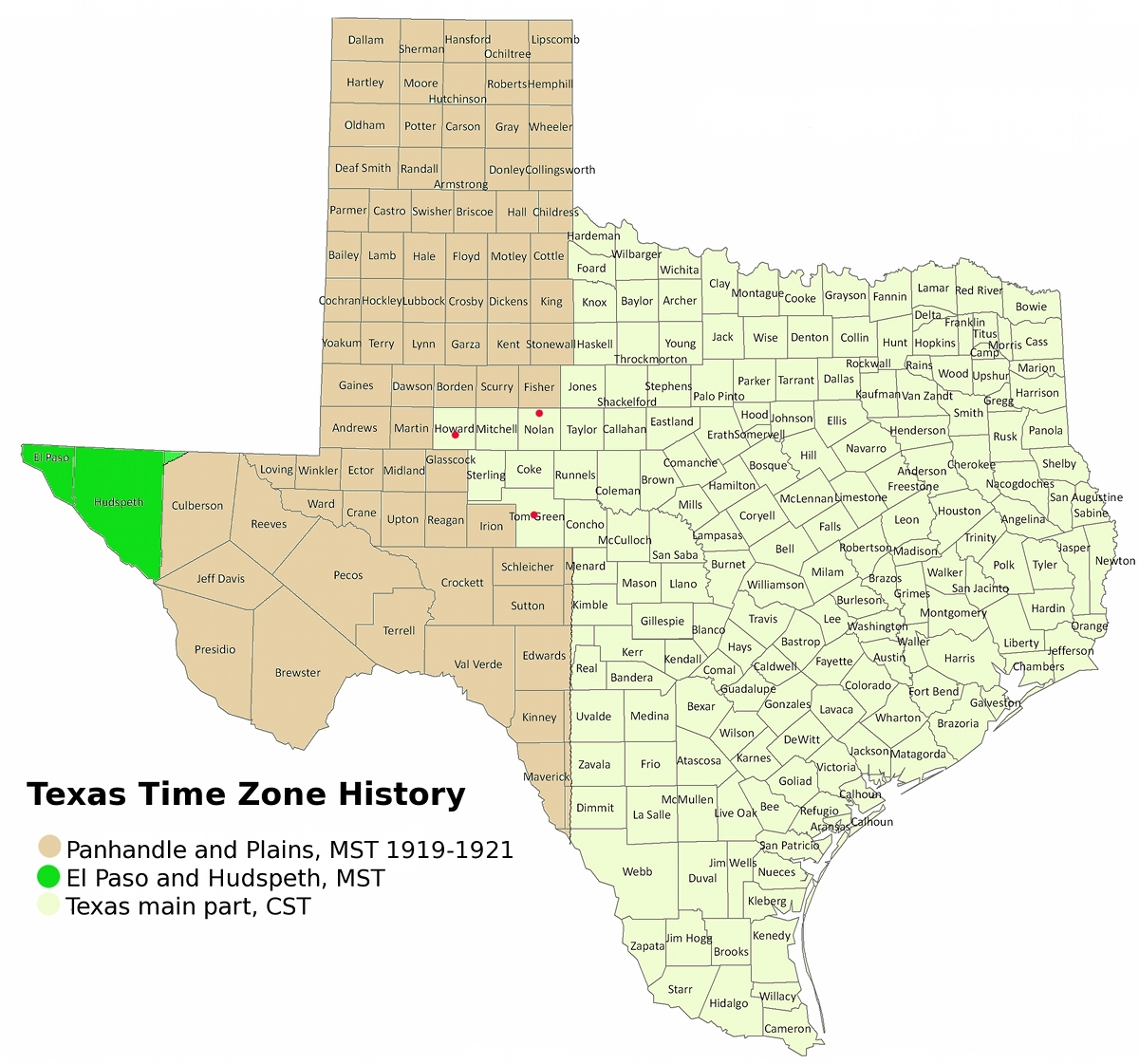
テキサス州の歴史的な時間帯。現在は緑で示された部分のみが山岳部時間、残りの部分は中部時間である。

テキサス時間（テキサスじかん）ではテキサス州で使用されている時間帯について記す。テキサス州では2つのタイムゾーンが使用され、州の大部分は中部時間を使用している。州最西部に位置するエルパソ郡とハズペス郡の2郡は山岳部時間を使用している。また、ハズペス郡の東隣のカルバーソン郡北西部、グアダルーペ山脈国立公園近くでも、非公式に山岳部時間が使用されている。なお、州全域で夏時間を実施している。
テキサス州の「パンハンドルと平原」地域は現在は中部時間に含まれているが、1919年から1921年までの2年間は山岳部時間に属していた。

## tz database
IANAのtz databaseには、テキサス州の標準時は下記のように含まれている。
| 国名コード | 座標            | タイムゾーン    | コメント                     | 標準時 | 夏時間 | 備考 |
| ---------- | --------------- | --------------- | ---------------------------- | ------ | ------ | ---- |
| US         | +415100−0873900 | America/Chicago | 中部時間（ほとんどの地域）   | −06:00 | −05:00 |      |
| US         | +394421−1045903 | America/Denver  | 山岳部時間（ほとんどの地域） | −07:00 | −06:00 |      |